# Тихоокеанская полярная акула
Тихоокеанская полярная акула, или североокеанская полярная акула (лат. Somniosus pacificus) — вид рода полярных акул семейства сомниозовых акул отряда катранообразных. Обитает в умеренных водах Тихого океана. Встречается на глубине до 2000 м. Максимальный зарегистрированный размер 440 см. Размножается яйцеживорождением. Не представляет интереса для коммерческого рыболовства.

## Таксономия
Впервые вид был научно описан в 1944 году. Голотип представляет собой неполовозрелого самца длиной 1,91 м.

## Ареал
Тихоокеанские полярные акулы обитают в северной части Тихого океана у берегов Японии, Курильских островов, Тайваня, Китая, Нижней Калифорнии, в Охотском, Баренцевом, Беринговом и Чукотском морях и заливе Аляска. С 1980 года они перестали попадаться у Алеутских островов.
Эти акулы встречаются на континентальном шельфе и материковом склоне. В высоких широтах они заходят на линию прибоя и в литораль, а в низких широтах никогда не поднимаются на поверхность воды и предпочитают держаться на глубине до 2000 м. Недавно проведённые исследования помеченных акул показали, что они регулярно совершают вертикальные миграции, преодолевая до 200 м за час. Днём они опускаются ниже эвфотической зоны, а ночью поднимаются на поверхность.

## Описание
Максимальный зарегистрированный размер составляет 440 см. Однако были сделаны подводные фотографии акулы, чью длину оценивают приблизительно в 7 м. Тело цилиндрическое, массивное. Рыло короткое и закруглённое. Голова довольно длинная. Расстояние от кончика рыла до оснований грудных плавников у особей размером от 406 до 430 см составляет 25—30 % от длины тела. Шипы у основания обоих спинных плавников отсутствуют. Спинные плавники одинаковой высоты, основание первого спинного плавника намного длиннее основания второго. Первый спинной плавник расположен ближе к брюшным нежели к грудным плавникам. Расстояние между основаниями второго спинного и хвостового плавника равно или превышает дистанцию между кончиком рыла и первой жаберной щелью. Короткие латеральные кили у основания хвостового плавника отсутствуют. Хвостовой стебель короткий. Хвостовой плавник асимметричный, нижняя лопасть хорошо развита. Расстояние между основаниями второго спинного и хвостового плавника равно 1,8 длины основания второго спинного плавника. Тело покрыто приподнятыми плакоидными чешуйками с крючком, в виде узких коронок, придающими коже грубый, колючий вид. Окраска тёмно-серого, почти чёрного цвета.

## Биология

### Размножение
Тихоокеанские полярные акулы, вероятно, размножаются яйцеживорождением. До сих пор не беременные самки не попадались. Это может быть связано с их сегрегацией в местах, где отсутствует рыболовный промысел. Возможно, помёт очень многочисленный, внутри одной пойманной самки было обнаружено 300 крупных яиц. Длина новорожденных составляет около 42 см. Новорожденные попадаются в тралы в толще воды. Самцы и самки достигают половой зрелости при длине 397 и 370—430 см, соответственно.

### Питание
Тихоокеанские полярные акулы скользят в толще воды, затрачивая минимум усилий. Они засасывают и расчленяют добычу. Во время питания они совершают головой характерные вращательные движения. Наиболее полно изучен рацион тихоокеанских полярных акул, обитающих в заливе Аляска. 73 % содержимого желудков составляли остатки (чаще всего клювы) гигантских осьминогов. Кроме того, они охотятся на донных костистых рыб, таких как морской язык, камбала, сайда, морской окунь, а также креветок, крабов и даже морских улиток. Добычей крупных акул могут стать кальмары, тихоокеанские лососи и морские свиньи. С увеличением размера рацион тихоокеанских полярных акул становится более разнообразным. Их привлекают глубоководные ловушки, расставленные на угольную рыбу. Иногда они попадаются в них сами или поедают добычу или наживку и уплывают. Интересен тот факт, что будучи способными охотиться на подобную добычу, тихоокеанские полярные акулы в заливе Аляска не нападают на сивучей. Ко всему прочему они поедают падаль, например трупы серых китов.
Сами тихоокеанские полярные акулы могут стать добычей косаток.

### Адаптация
При низкой температуре сквален, которым обычно богата печень акул, кристаллизуется, образуя плотную массу, и не может обеспечить плавучести и быть хранилищем энергии. Вместо него в печени тихоокеанских полярных акул содержатся диацилглицерин и триглицерид, которые остаются жидкими в условиях их обитания.
Приспособившись к скудным условиям глубоководья, эти акулы способны долгое время сохранять пищу в своём вместительном желудке. Например, содержимое желудка самки длиной 3,7 м, пойманной у берегов Тринидада, Калифорния, весило 136 кг. Устройство их челюстей и зубов позволяет им наносить мощные укусы, захватывать и пилящими движениями расчленять добычу, которая слишком велика, чтобы проглотить целиком. Короткий хвостовой стебель и крупный хвостовой плавник позволяют этим акулам совершить мощный рывок, чтобы схватить добычу.
В тканях тихоокеанских полярных акул присутствует мочевина и ТМАО, последний помогает стабилизировать при низкой температуре и высоком давлении белки.

## Взаимодействие с человеком
Вид не представляет интереса для коммерческого промысла. Иногда в качестве прилова попадает в донные тралы. Пойманных акул выбрасывают за борт. 